# Gemeinsamer Nenner
Gemeinsamer Nenner ist in der deutschen Sprache eine Metapher für Gemeinsamkeiten, beispielsweise gleiche Interessen in einer Gruppe von sonst sehr unterschiedlichen Menschen. Der Begriff leitet sich aus der Bruchrechnung ab, in der häufig verschiedene Brüche auf den gleichen Nenner gebracht werden müssen. Während in der Mathematik der gemeinsame Nenner immer möglichst klein sein sollte, sind als Redewendung zwei Formulierungen gängig:
Kleinster gemeinsamer Nenner
Die Redewendung kleinster gemeinsamer Nenner bezeichnet einen Kompromiss oder Konsens auf niedrigstem Niveau. Im Zuge von Verhandlungen kann ein kleinster gemeinsamer Nenner mehrere Bedeutungen haben: z. B. fauler Kompromiss, außer Streit gestellte Punkte, mageres Ergebnis etc.
Größter gemeinsamer Nenner
Die Redewendung größter gemeinsamer Nenner bezeichnet einen Kompromiss oder Konsens auf höchstem, größtmöglichem Niveau. In Fällen, in denen eine sehr geringe Gemeinsamkeit, z. B. in Verhandlungen, erzielt wird (in denen der größte gemeinsame Nenner klein ist), wird journalistisch vereinfachend der Begriff „Kleinster gemeinsamer Nenner“ gebraucht.